# Liste von Persönlichkeiten der Stadt Hanau
Diese Liste enthält in Hanau geborene Persönlichkeiten, chronologisch nach dem Geburtsjahr sortiert, sowie Persönlichkeiten, die in Hanau gewirkt haben. Die Liste erhebt keinen Anspruch auf Vollständigkeit.

## Ehrenbürger
Ehrenbürger Hanaus sind:
- Fritz Canthal (1848–1922), Unternehmer, Präsident der Industrie- und Handelskammer
- Charles Engelhard (1867–1950), Industrieller
- Heinrich Fischer (1895–1973), Oberbürgermeister und Staatsminister
- Eugen Gebeschus (1855–1936), Oberbürgermeister
- Wilhelm Carl Heraeus (1827–1904), Chemiker, Unternehmer
- Hans Martin (1930–2016), Oberbürgermeister
- Johann Heinrich Nickel (1829–1908), Kaufmann, Abgeordneter
- Reinhard Scheer (1863–1928), Admiral
- Rudi Völler (* 1960), Fußballspieler, Bundestrainer, Sportdirektor von Bayer Leverkusen

Im Jahre 1933 erhielt Adolf Hitler die Ehrenbürgerwürde von Hanau. Diese wurde ihm in der ersten Sitzung eines frei gewählten Stadtrates im Jahre 1946 wieder aberkannt.

## In Hanau geborene Persönlichkeiten

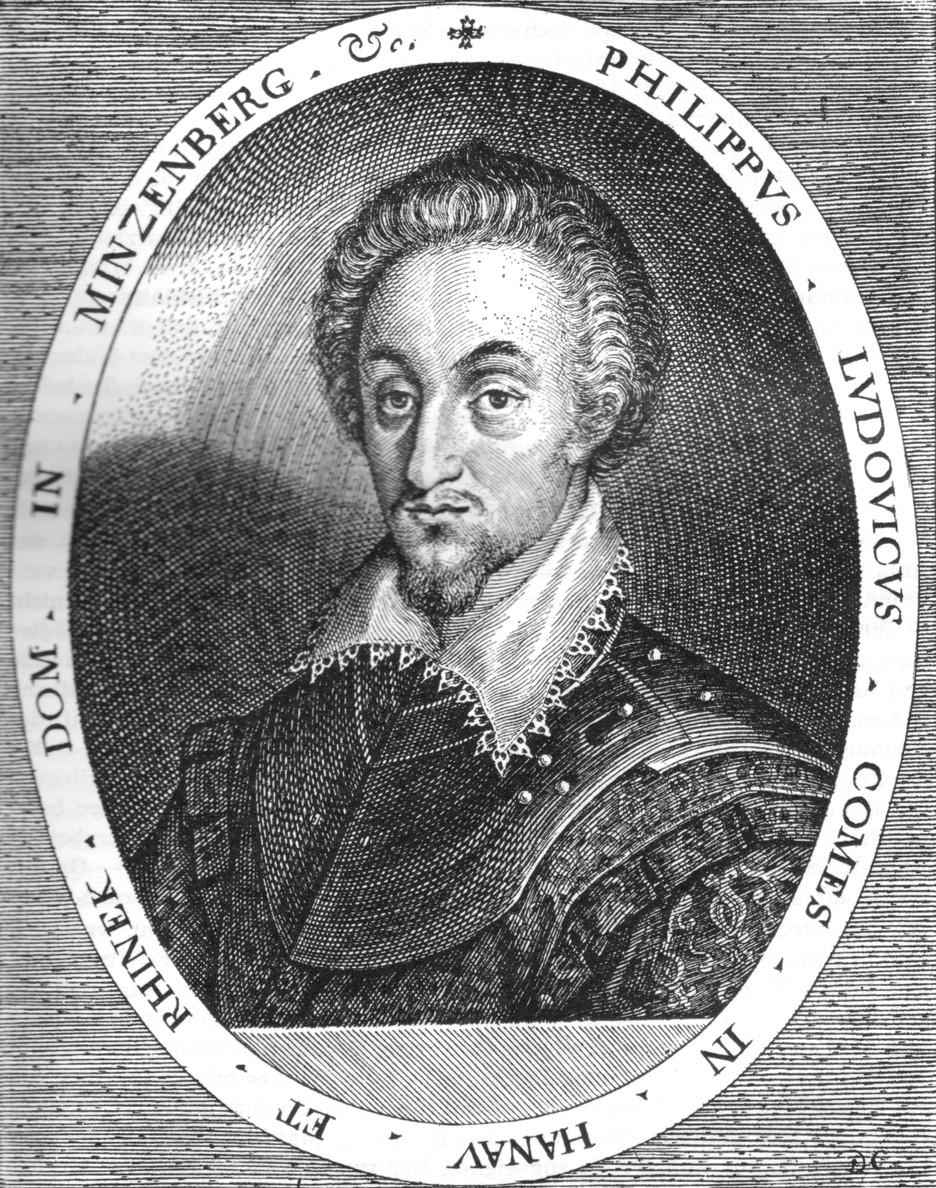
Philipp Ludwig II.

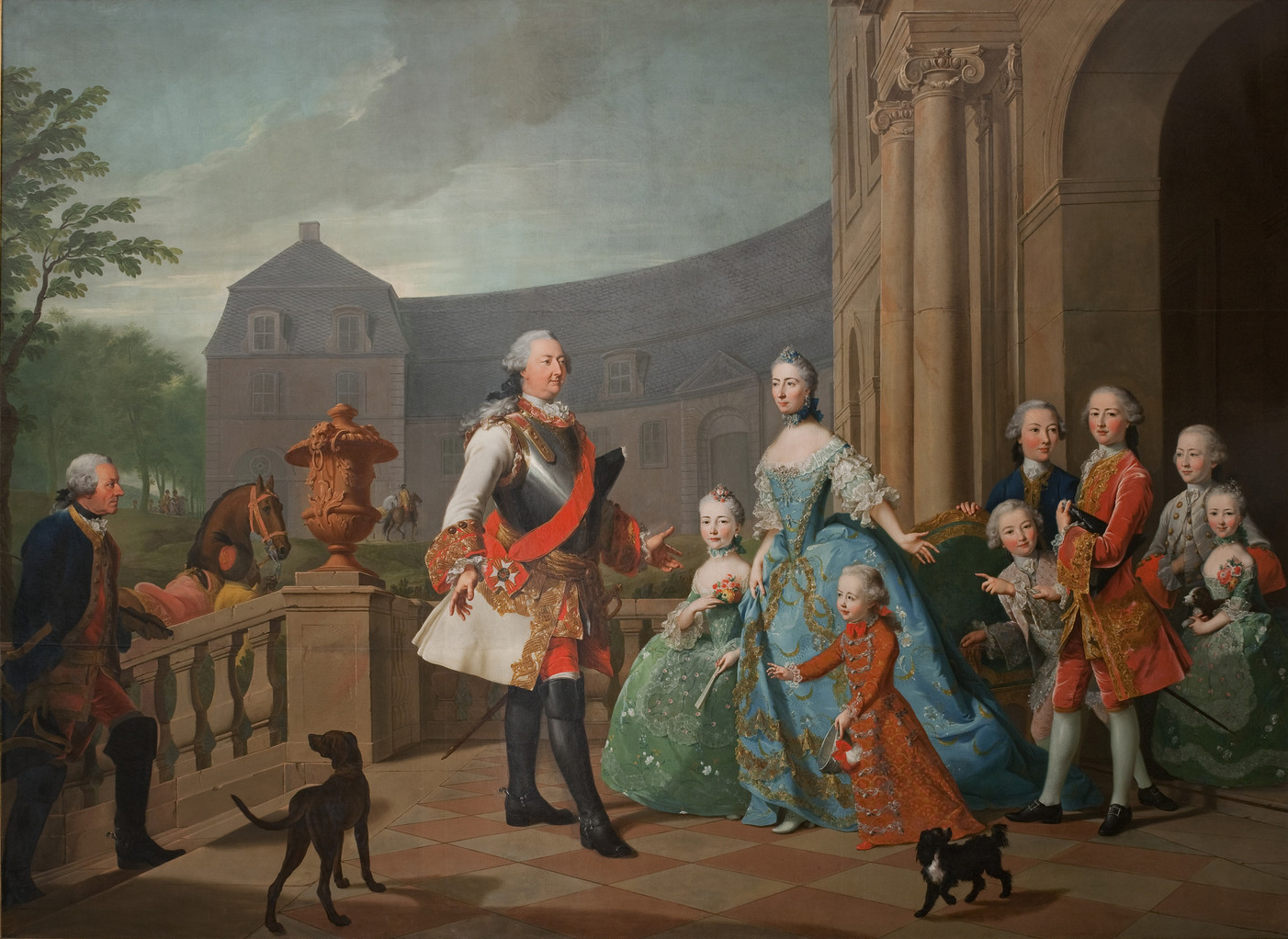
Karl August Friedrich

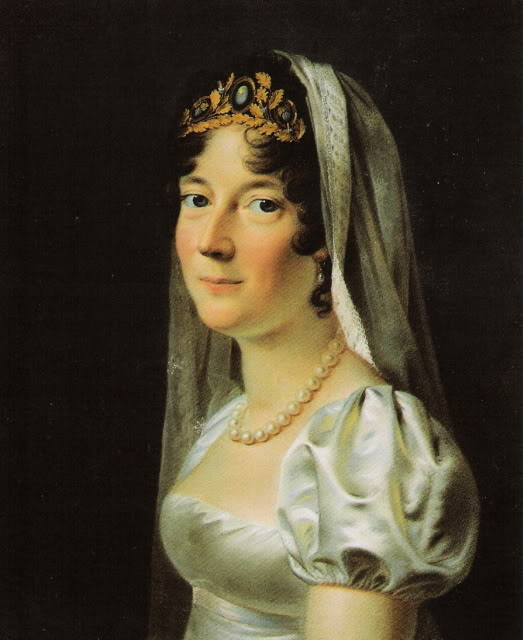
Maria von Hessen-Kassel

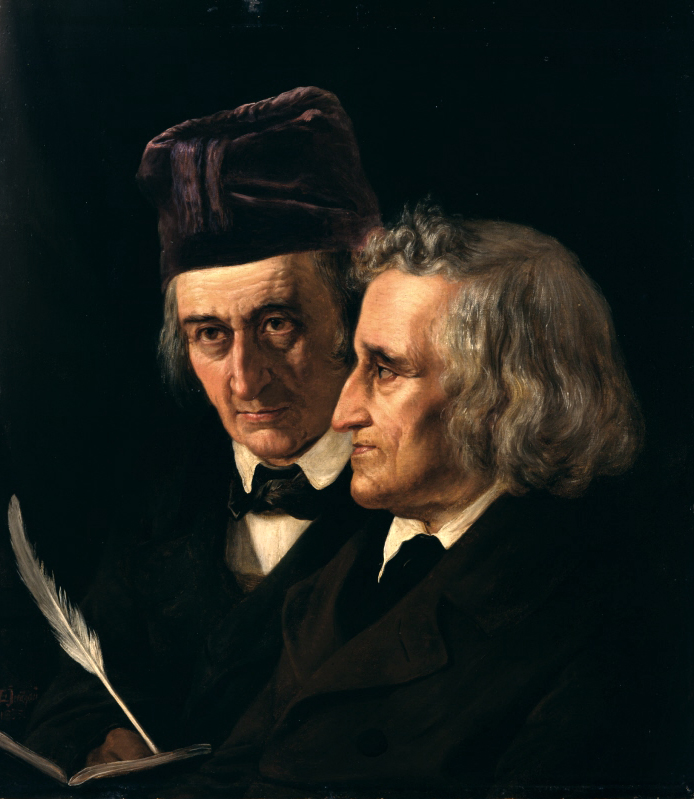
Jacob Grimm (rechts) mit Bruder Wilhelm

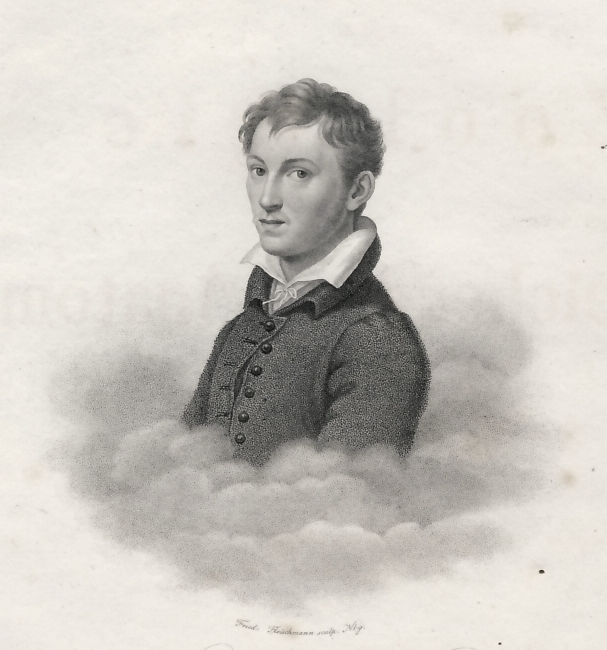
Heinrich Kuhl

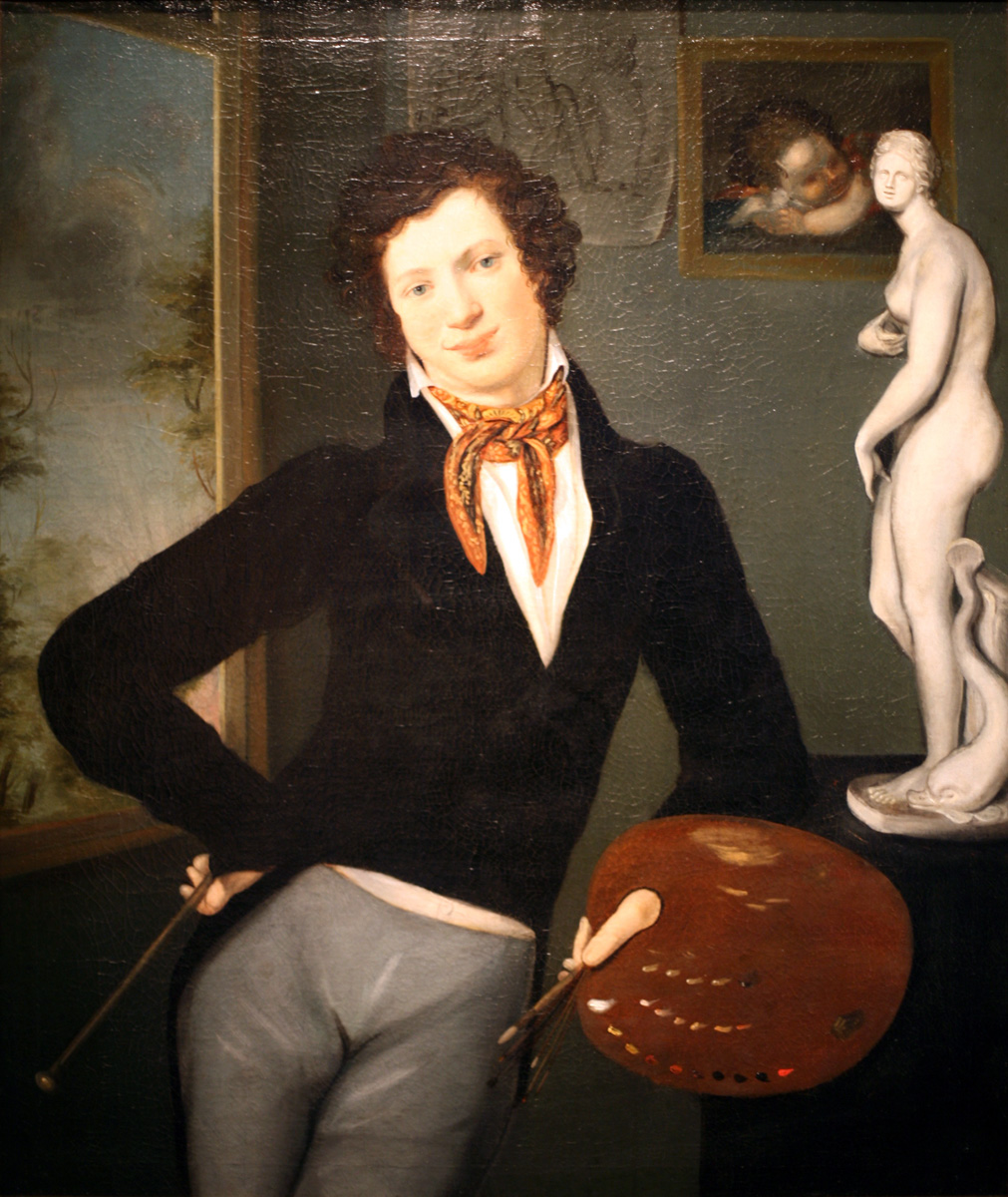
Moritz Daniel Oppenheim

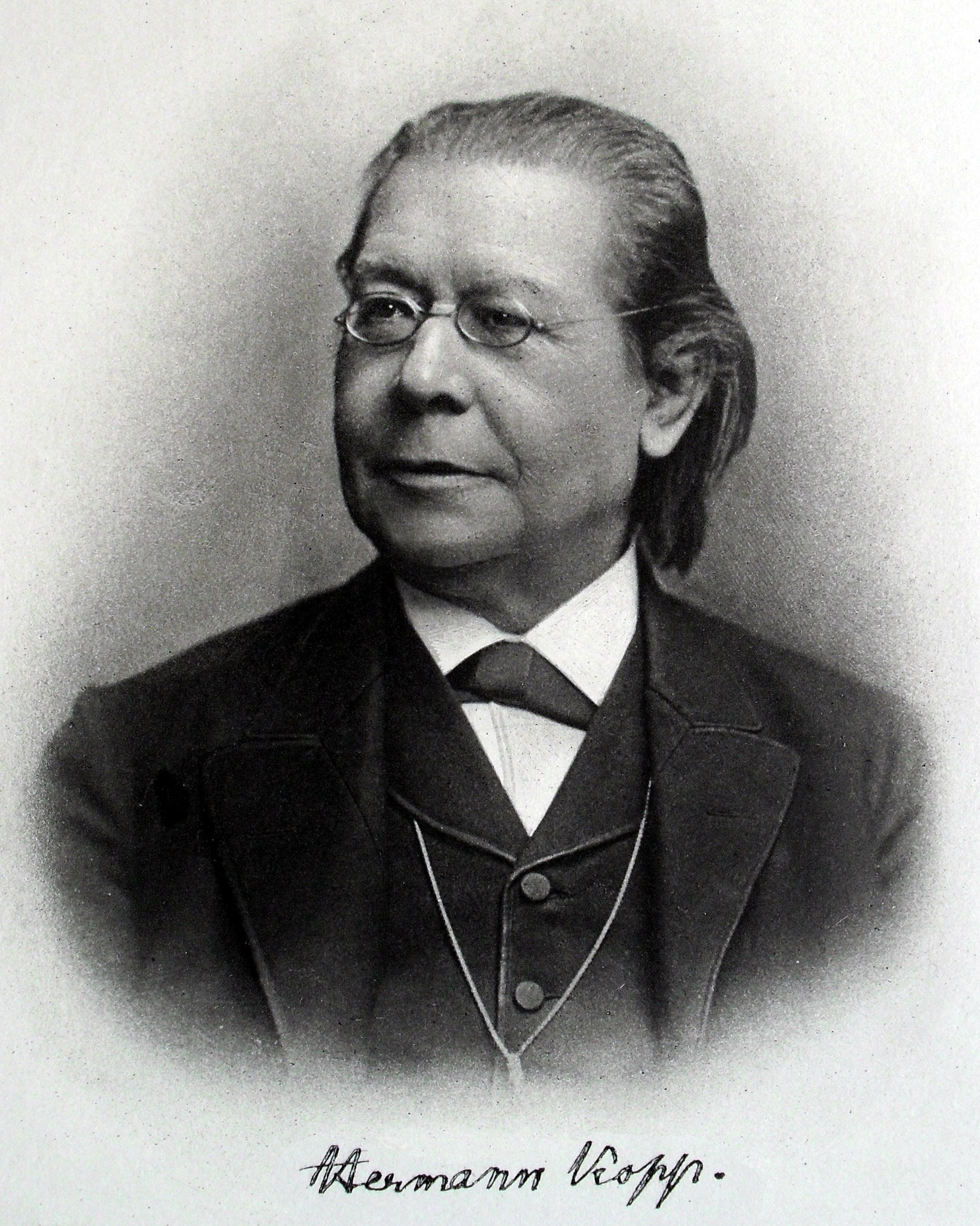
Hermann Kopp

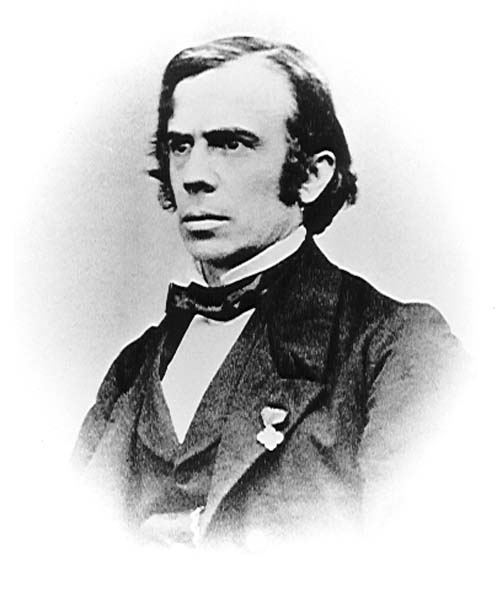
Louis Appia

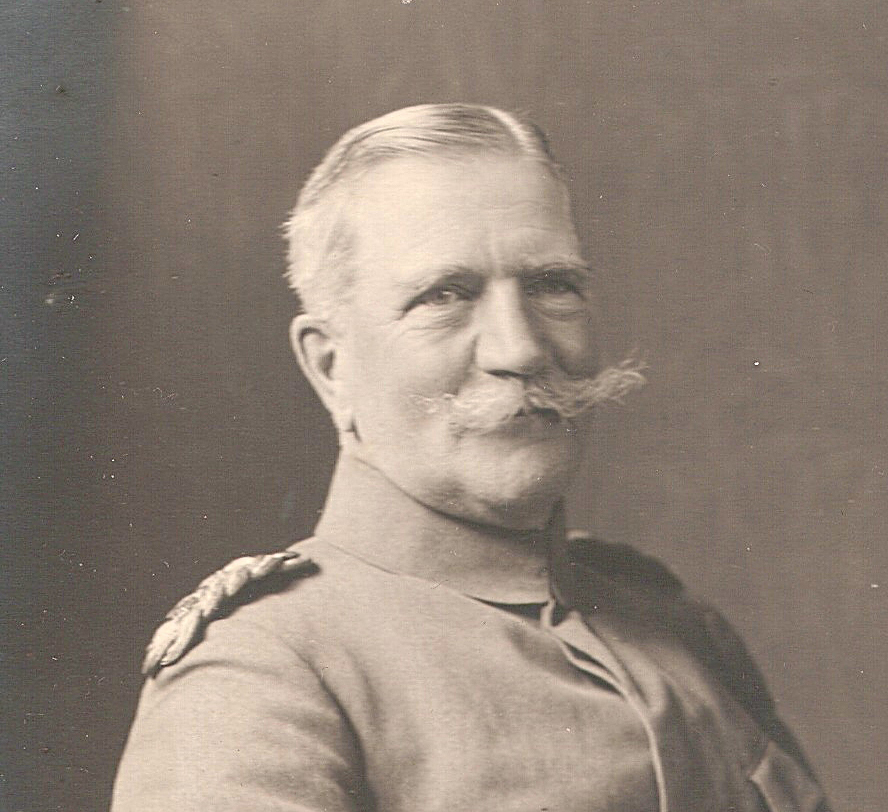
Adolf von Deines

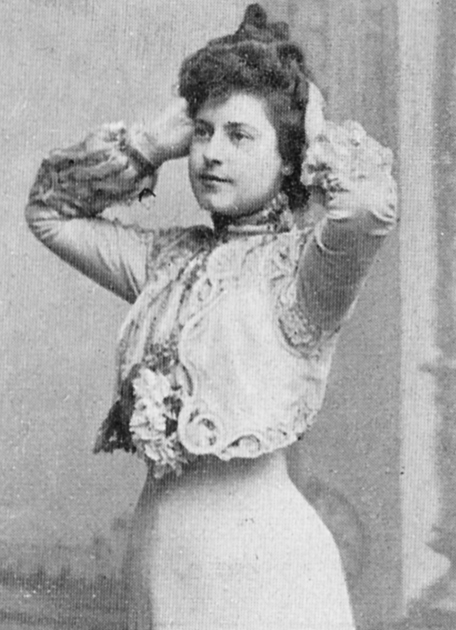
Rosa Albach-Retty

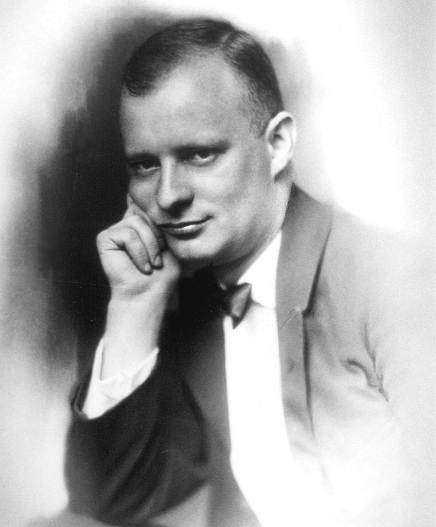
Paul Hindemith

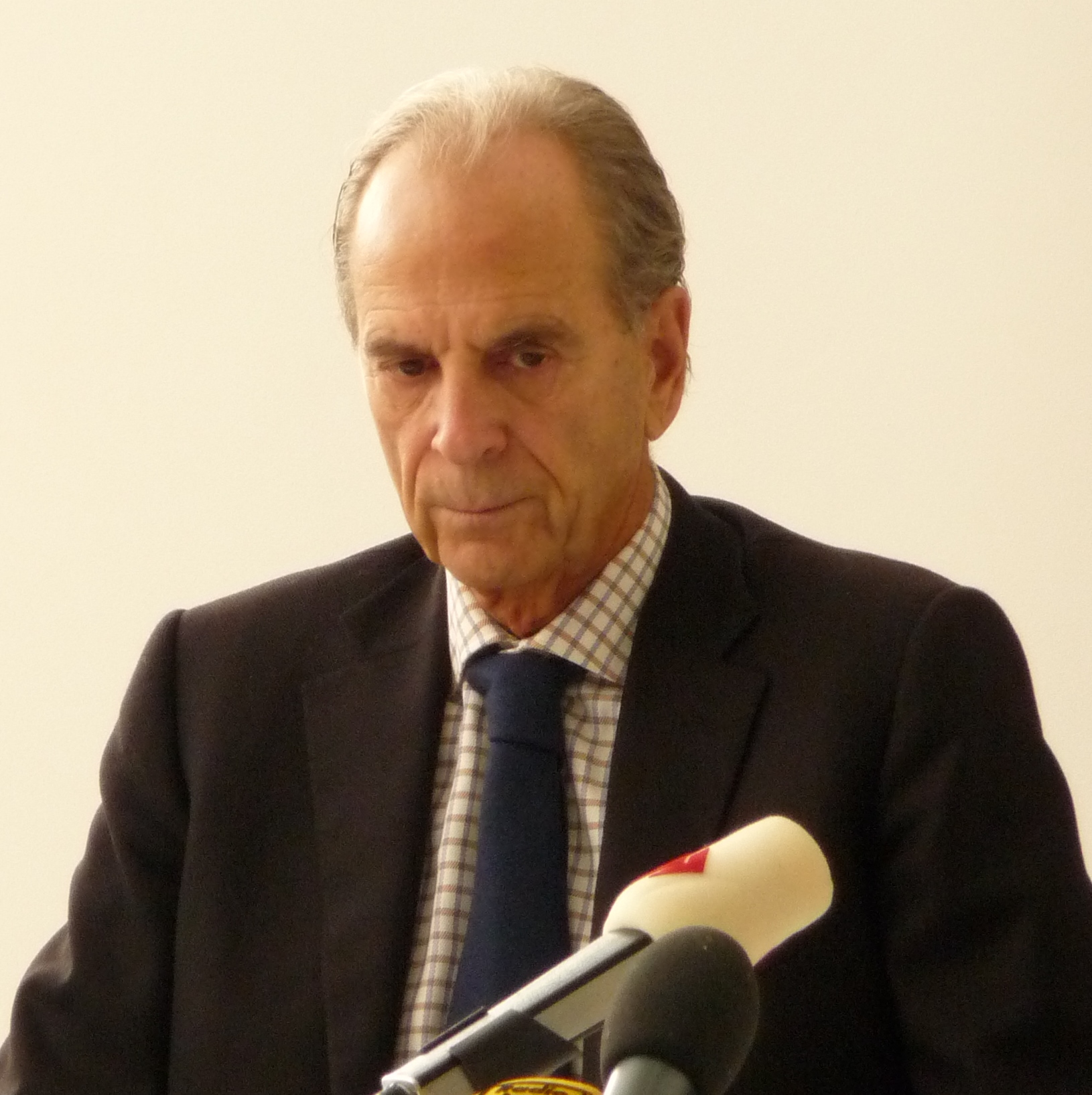
Juergen Heraeus

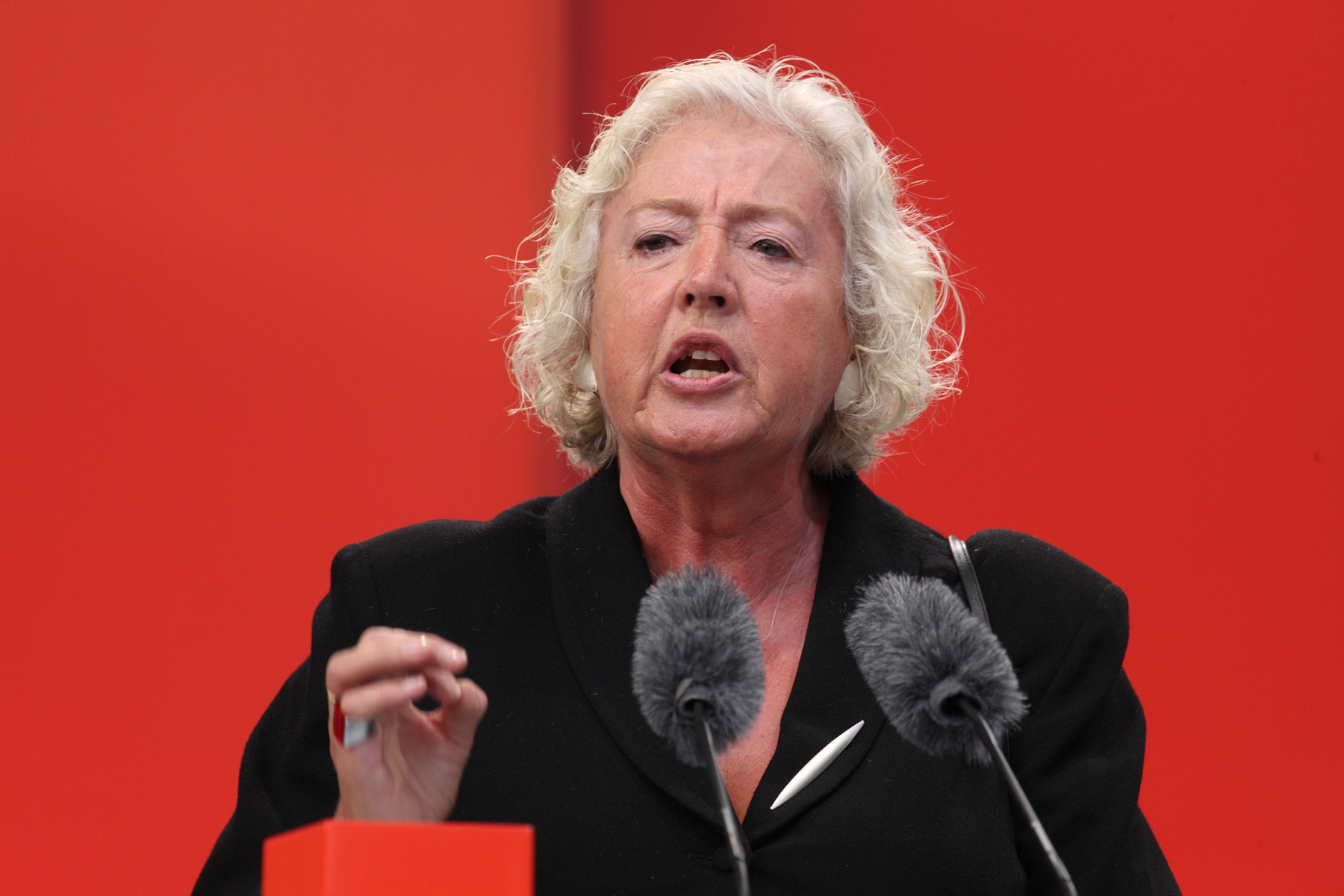
Renate Schmidt

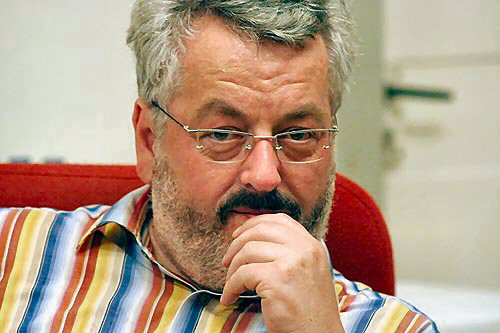
Hartmut Reußwig

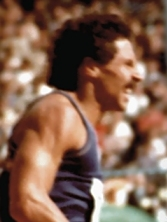
Harald Schmid

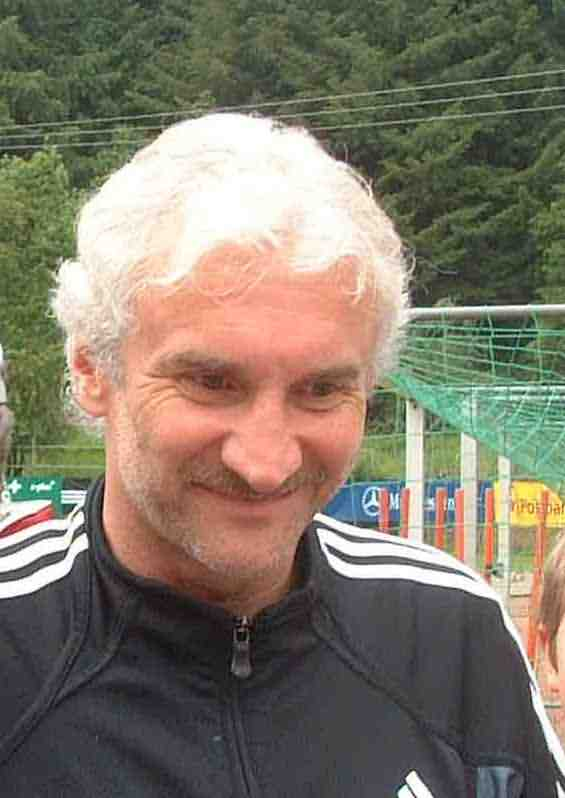
Rudi Völler

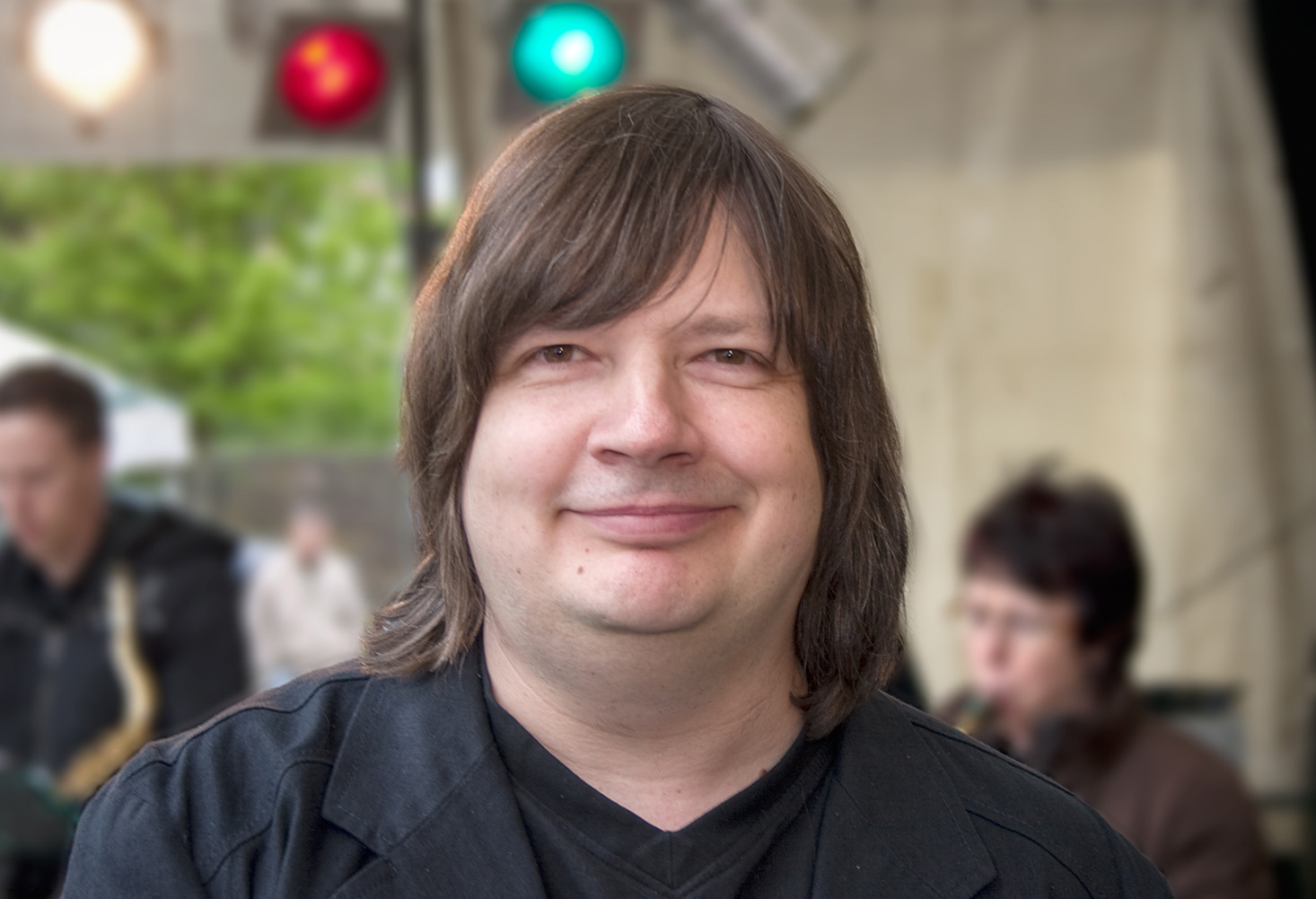
Dirk Raufeisen

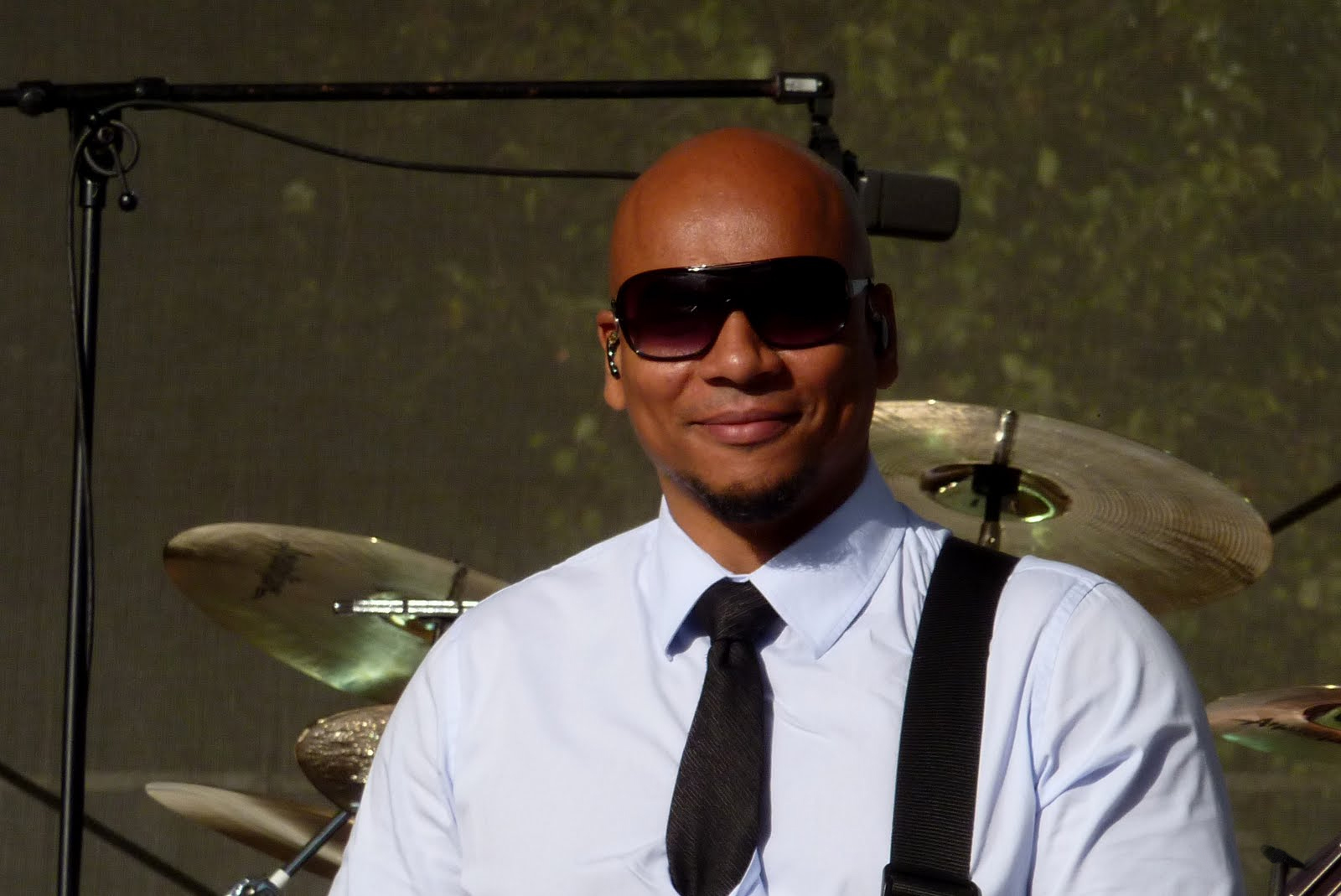
Bonny G. Assan

Daniel Gomez

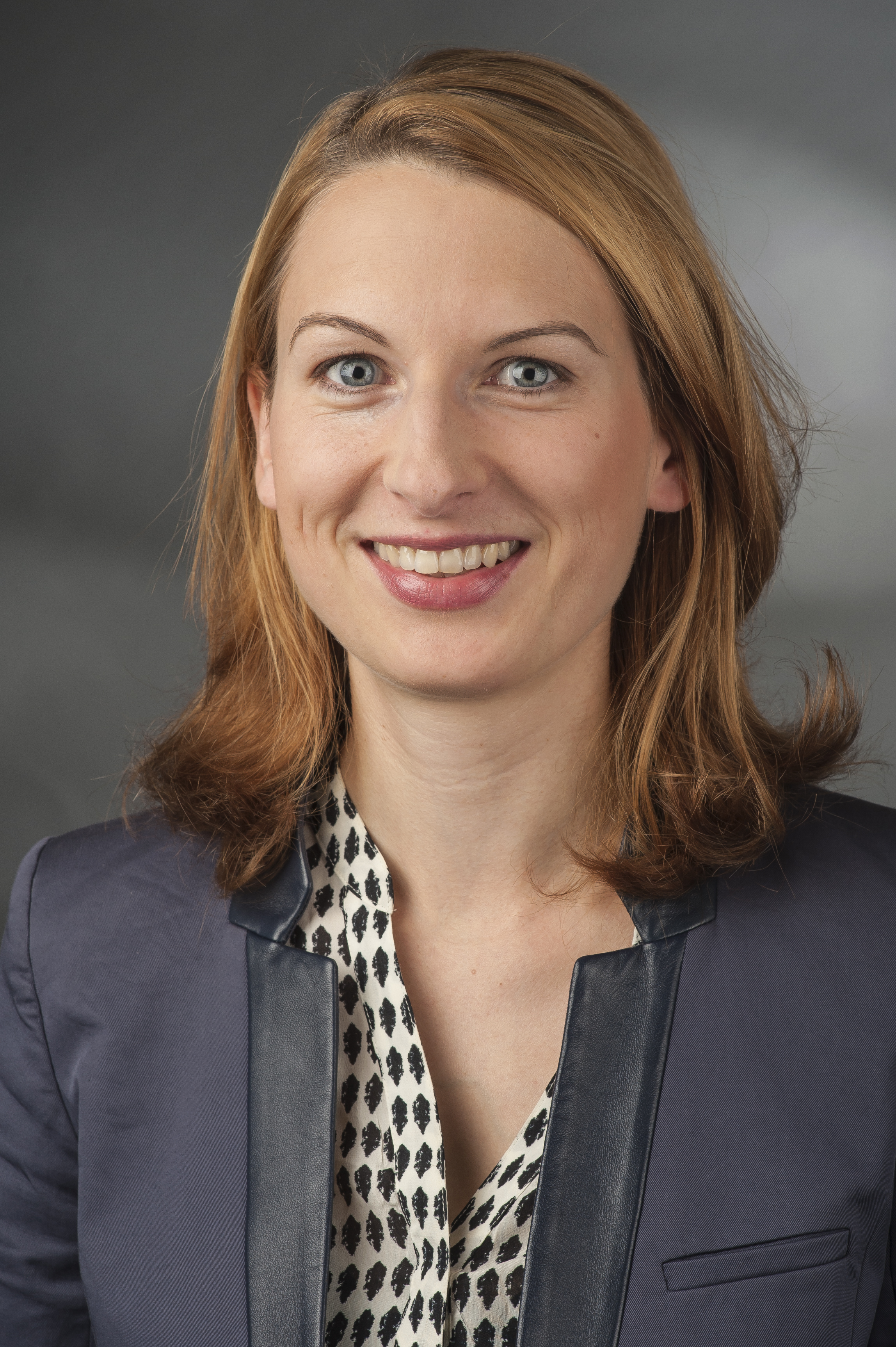
Nicole Maisch

### Bis 1750
- Philipp II. (1462–1504), regierte die Grafschaft Hanau-Lichtenberg
- Adriana von Hanau (1470–1524), Tochter des Grafen Philipp I. des Jüngeren
- Peter Piscator (1571–1611), orientalischer Philologe und lutherischer Theologe
- Philipp Ludwig II. (1576–1612), Graf von Hanau-Münzenberg
- Amalie Elisabeth von Hanau-Münzenberg (1602–1651), regierte als vormundschaftliche Regentin die Landgrafschaft Hessen-Kassel
- Isaak Soreau (1604–1645), Stilllebenmaler
- Franciscus Sylvius (1614–1672), alias Franz de le Boë, Arzt, Anatom und Naturwissenschaftler, Erfinder des Gins
- Philipp Ludwig III. (1632–1641), „regierender“ Graf aus der Hauptlinie des Hauses Hanau-Münzenberg
- Otto Philipp Zaunschliffer (1653–1729), Jurist und Professor
- Ludwig Balthasar Müller (1662–1746), Münzmeister in Hanau, Berginspektor und Begründer des Kupferbergbaus im Ittertal
- Cornelius van den Velde (1670–1731), Rechtswissenschaftler und Hochschullehrer
- Friedrich Grimm (1672–1748), Geistlicher und Urgroßvater der Brüder Grimm
- Johann Daniel Wolfart (1673–1736), Jurist, Stadtschultheiß in Neu-Hanau, landgräflicher Hofrat und Vizekanzler
- Petrus Wolfart (1675–1726), Professor der Medizin und Physik in Marburg und Mitglied der Gelehrtenakademie „Leopoldina“
- Friedrich Christian Cregut (1675–1758), Professor der Medizin in Hanau und Mitglied der Gelehrtenakademie „Leopoldina“
- Jacob van den Velde (1676–1737), Mediziner und Hochschullehrer, Arzt in Hanau
- Heinrich Jacob van Bashuysen (1679–1758), reformierter Pfarrer und Orientalist
- Johann Caspar Ripp (1681–1726), Porzellan-, Fayence- und Blaumaler
- Johann Jakob Samhammer (1685–1745), Architekt
- Salomon Hanau (1687–1746), Grammatiker und Talmudist
- Johann Adam Bernhard (1688–1771), Historiker und Archivar
- Karl August Friedrich (1704–1763), Fürst von Waldeck-Pyrmont
- Friedrich Grimm (1707–1777), Pfarrer reformierten Bekenntnisses und Großvater der Brüder Grimm
- Johann Heinrich Wolfart (1710–1783), Hochschullehrer und Hanauer Hofrat
- Georg Ludwig von Edelsheim (1740–1814), badischer Minister
- Philipp Ludwig Rößler (1743–1803), Jurist und Herzoglich-nassauischer Hofgerichtsdirektor
- Ludwig Philipp Gottlob von Danckelmann (1744–1823), sächsischer Kreisdirektor und Amtshauptmann

### 1751 bis 1800
- Philipp Wilhelm Grimm (1751–1796), Jurist
- Konrad Wilhelm Ledderhose (1751–1812), Jurist
- Gottfried Gärtner (1754–1825), Apotheker und Botaniker
- Hector Wilhelm von Günderrode (1755–1786), Schriftsteller
- Ludwig Wilhelm Gayling von Altheim (1758–1847), Politiker und Diplomat
- Johann Georg Geißelbrecht (1762–1826), Puppenspieler, Puppentheaterbetreiber und Mechanikus
- Friedrich Bury (1763–1823), Maler
- Georg Wilhelm Otto von Ries (1763–1846), Offizier und Schriftsteller
- Ferdinand Schenck zu Schweinsberg (1765–1842), Politiker
- Conrad Westermayr (1765–1834), Kupferstecher, Maler und Direktor der staatlichen Zeichenakademie
- Joseph Abraham Baer (1767–1851), Antiquar und Buchhändler
- Friedrich Jonas Beschort (1767–1846), Schauspieler
- Maria von Hessen-Kassel (1767–1852), Königin von Dänemark
- Marie Friederike von Hessen-Kassel (1768–1839), Tochter des Kurfürsten Wilhelm I. von Hessen-Kassel
- Louis Daniel Jassoy (1768–1831), Jurist, Schriftsteller und Abgeordneter der Freien Stadt Frankfurt
- Johann Karl Lavater (1769–1837), Kaufmann und Abgeordneter
- Johann Peter Ruth (1769–1845), Jurist und Mitglied der Kurhessischen Ständeversammlung
- Karoline Amalie von Hessen-Kassel (1771–1848), Herzogin von Sachsen-Gotha-Altenburg
- Johann Philipp Achilles Leisler (1772–1813), Arzt und Zoologe
- Georg Cancrin (1774–1845), deutsch-russischer General und Staatsmann
- Friedrich Engel von Petersdorff (1775–1854), preußischer Generalleutnant
- Philip-Ludwig Wolfart (1775–1855), preußischer Beamter
- Johannes Geibel (1776–1853), evangelisch-reformierter Theologe
- Gerhard Heinrich von Motz (1776–1868), Politiker
- Johann Heinrich Kopp (1777–1858), Arzt und Naturforscher
- Wilhelm II. (Hessen-Kassel) (1777–1847), Kurfürst von Hessen
- Karl Christian Wolfart (1778–1832), Arzt
- Carl von Haynau (1779–1856), General
- Johann Peter Krafft (1780–1856), Maler
- Wilhelm von der Malsburg (1780–1857), Oberhofmarschall und Abgeordneter der kurhessischen Ständeversammlung
- Isaac Bury (1782–1751), Bijoutier
- Ludwig von Haynau (1782 oder 1785–1843), Kammerherr und Polizeiminister
- Johann Christian Hundeshagen (1783–1834), Professor und Forstwissenschaftler
- Helfrich Bernhard Hundeshagen (1784–1858), Germanist, Bibliothekar und Kunsthistoriker
- Jeremias August Urlaub (1784–1837), Maler
- Jacob Grimm (1785–1863), Sprach- und Literaturwissenschaftler sowie Jurist
- Wilhelm Grimm (1786–1859), Sprach- und Literaturwissenschaftler
- Joseph Krafft (1786–1828), österreichischer Maler
- Ernst Friedrich Georg Otto von der Malsburg (1786–1824), Schriftsteller, Dichter, Übersetzer, Jurist und Gesandter
- Ferdinand Philipp Grimm (1788–1845), Sagensammler
- Johann Wilhelm Colin (1790–1870), kurhessischer Landtagsabgeordneter und Mitglied des Vorparlaments
- Johann Michael von Deines (1790–1857), Unternehmer und Geheimer Finanzrat
- Ludwig Emil Grimm (1790–1863), Maler und Kupferstecher
- Ludwig Hassenpflug (1794–1862), Politiker
- Karl Ludwig Blum (1796–1869), Historiker
- Marie von Hessen-Kassel (1796–1880), Großherzogin von Mecklenburg-Strelitz
- Alphons von Stockum-Sternfels (1796–1857), bayerischer Freiherr und Generalmajor
- Heinrich Kuhl (1797–1821), Zoologe
- Georg Christian Thomas (1797–unbekannt), Jurist und Abgeordneter
- Gerhard Baum (1798–1882), deutscher Bankier und Politiker
- Hermann Müller (1798–1841), Jurist und Mitglied der kurhessischen Ständeversammlung
- August Waitz von Eschen (1799–1864), Gutsbesitzer und Mitglied der kurhessischen Ständeversammlung
- Friedrich von Wintzingerode (1799–1870), Politiker
- Moritz Daniel Oppenheim (1800–1882), Porträt- und Historienmaler

### 1801 bis 1850
- Georg Wilhelm Bode (1801–1881), Maler und Grafiker
- Alexander von Dörnberg (1801–1860), Diplomat und Politiker
- Philipp von Ingelheim gen. Echter von Mespelbrunn (1801–1879), kaiserlich-königlicher Kämmerer und Mitglied der Ersten Kammer der Landstände des Herzogtums Nassau
- Adolph von Wintzingerode (1801–1874), königlich-preußischer Generalleutnant
- Johann Christian Bauer (1802–1867), Stempelschneider und Schriftgießer
- Johann Reinhard Blum (1802–1883), Mineraloge
- Philipp Brenner (1802–1870), Mühlenbesitzer und Mitglied der kurhessischen Ständeversammlung
- Ludwig Blachiere (1803–1901), Stadtrat in Hanau, Mitglied der kurhessischen Ständeversammlung und des Vorparlaments
- Luise von Plönnies (1803–1872), Schriftstellerin
- Wilhelm von Löw zu Steinfurth (1805–1873), Gutsbesitzer und Politiker, Abgeordneter der Landstände des Großherzogtums Hessen
- Wilhelm Ziegler (1805–1878), deutscher Politiker (NLP), MdL Preußen
- Johann Heinrich Rauh (1806–1861), Mitglied der kurhessischen Ständeversammlung
- Heinrich von Wintzingerode (1806–1864), herzoglich-nassauischer Kammerherr und Regierungspräsident
- Eduard Maximilian Röth (1807–1858), Philosoph und Hochschullehrer
- Georg Albrecht Zipf (1808–1870), Kaufmann und Politiker der Freien Stadt Frankfurt
- Ernst Moritz von Heimrod (1808–1877), anhaltinischer Oberst und Kammerherr sowie preußischer Generalmajor
- Conrad L’Allemand (1809–1880), Maler und Medailleur
- Emil Ruth (1809–1869), Romanist und Italianist
- Georg Ludwig Pfeiffer (1809–1892), Bankier
- Ludwig Boehm (1811–1869), Mediziner, Hochschullehrer
- Fritz L’Allemand (1812–1866), österreichischer Historienmaler
- Röttger Ganslandt (1812–1894), Geheimer Justizrat
- Albrecht Gustav Kraus (1812–1883), Richter am Oberappellationsgericht Kassel und Mitglied der kurhessischen Ständeversammlung
- Achilles Roediger (1812–1868), Inhaber des Internats La Châtelaine in Genf (später Thudichum)
- Philipp von Wintzingerode (1812–1871), Politiker
- Sybilla von Leonrod, geb. Meilhaus (1814–1881), Erzieherin von König Ludwig II. von Bayern
- August Rühl (1815–1850), Politiker
- Karl Hinkel (1817–1894), Philologe und Philosoph
- Hermann Kopp (1817–1892), Chemiker
- Franz Lothar Vollbracht (1817–1874), Kaufmann, Abgeordneter des Provinziallandtages der Provinz Hessen-Nassau
- August Schärttner (1817–1859), führende Persönlichkeit der Revolution von 1848/49
- Louis Appia (1818–1898), Chirurg
- Ludwig von Deines (1818–1901), Gutsbesitzer und Abgeordneter des Provinziallandtages der Provinz Hessen-Nassau
- Karl Philipp Fuchs (1821–1884), Jurist, Hochschullehrer und -rektor, Landtagsabgeordneter
- Heinrich von Dehn-Rotfelser (1825–1885), Architekt, Baubeamter und Denkmalpfleger
- Friedrich Karl Hausmann (1825–1886), Maler, Akademiedirektor und Heimatforscher
- Georg Cornicelius (1825–1898), Maler
- Karl Fuchs (1827–1903), evangelischer Theologe und Generalsuperintendent
- Wilhelm Carl Heraeus (1827–1904), Apotheker, Chemiker und Unternehmer
- Karl August Dietzel (1829–1884), Nationalökonom
- Johann Carl Kehl (1829–1918), Unternehmer und Abgeordneter des Kurhessischen Kommunallandtags
- Heinrich Ludwig (1829–1897), Maler und Kunsthistoriker
- Johann Heinrich Nickel (1829–1908), Kaufmann und Mitglied des Deutschen Reichstags
- Eduard Pflüger (1829–1910), Physiologe
- Ida Braubach (1830–1918), Malerin
- Jean Heinrich Weißhaupt (1832–1894), Fabrikant, Abgeordneter des Provinziallandtages der Provinz Hessen-Nassau
- Ludwig Albert Jaeger (1834–1903), Kaufmann und Mitglied des Deutschen Reichstags
- Robert Emmerich (1836–1891), Komponist
- Ernst von Lengerke (1836–1882), Jurist und Landrat
- Wilhelm Lepenau (1838–1901), Chemiker und Unternehmer
- Alhard von Drach (1839–1915), Mathematiker und Denkmalpfleger
- Wilhelm Kiesselbach (1839–1902), Hals-Nasen-Ohren-Arzt
- Carl Klein (1842–1907), Mineraloge, Kristallograph und Hochschullehrer
- Johann Georg Albert Duncker (1843–1886), Historiker und Bibliothekar
- Wilhelm Roediger (1844–1915), Ing. und Besitzer der Kupfermine Mina Sultana in Huelva, Spanien
- Adolf von Deines (1845–1911), deutscher General der Kavallerie
- Franz Rühl (1845–1915), Historiker
- Johann Karl Ott (1846–1917), Ingenieur und Architekt (Stadtbaumeister von Straßburg)
- Alexander von Bischoffshausen (1846–1928), Präsident der preußischen Staatsschuldenverwaltung
- Martin Gerlach senior (1846–1918), deutsch-österreichischer Ziseleur und Graveur, Photograph und Verlagsgründer
- Eduard Pelissier (1850–1931), Gymnasiallehrer und Historiker
- Emil Junghenn (1850–1911), Kaufmann und Mitglied des Preußischen Abgeordnetenhauses

### 1851 bis 1900
- Reinhard von Scheffer-Boyadel (1851–1925), Offizier
- August Thiele (1852–1912), Konteradmiral
- Adolf von Deines (1852–1914), deutscher General der Artillerie
- Adolf Thiele (1853–1941), Konteradmiral
- Barbara von Gagern (1855–1925), Frauenrechtlerin
- German Grobe (1857–1938), Maler
- Andreas Rau (1858–1935), Gastwirt, Politiker und Abgeordneter
- Jean Louis Sponsel (1858–1930), Kunsthistoriker und Museumsdirektor
- Wilhelm Heraeus (1860–1948), Chemiker und Unternehmer
- Hans Voltz (1861–1916), Interessenvertreter und preußischer Abgeordneter
- Ludwig Breßler (1862–1955), General der Infanterie
- Georg Busch (1862–1943), Bildhauer
- Friedrich Christian Correns (1863–1923), Unternehmer
- Heinrich Jassoy (1863–1939), Architekt
- Luise Kiesselbach (1863–1929), Politikerin und Frauenrechtlerin
- Jean Hengsberger (1866–1948), Jurist und Mitglied des Preußischen Abgeordnetenhauses
- Georg Lucas (1865–1930), Jurist und Mitglied des Deutschen Reichstags
- Fritz König (1866–1952), Chirurg und Hochschullehrer
- Charles Engelhard (1867–1950), Industrieller
- Alfred von Henneberg (1867–1945), Fabrikant und Offizier
- Karoline Friederike Oetker (1867–1945), Unternehmerin
- Karl Friedrich Appel (1868–1935), Musiker und Abgeordneter des Provinziallandtages der Provinz Hessen-Nassau
- Franz Stassen (1869–1949), Maler, Zeichner und Illustrator
- Ernestina Orlandini, auch: Ernestine Schultze-Naumburg, geb. Ernestine Mack (1869–1965), Malerin
- Jacob Ochs (1871–1927), Gärtner, Gartenbau-Unternehmer
- Rosa Albach-Retty (1874–1980), österreichische Schauspielerin
- Adolph Amberg (1874–1913), Bildhauer
- Josef Limburg (1874–1955), Bildhauer und Medailleur
- August Bischoff (1876–1965), Bildhauer
- Eduard Schreiber (1876–1945), Politiker (SPD)
- Fritz Alberti (1877–1954), Schauspieler
- Erich von Bonin (1878–1970), Generalleutnant
- Emil Salm (1878–1938), Bildhauer
- Franz Weidert (1878–1954), Optiker und Hochschullehrer
- Gustav Elsaß (1881–1947), Designer
- Georg von Küchler (1881–1968), Generalfeldmarschall
- Ludwig Koch-Hanau (1882–1963), Maler und Illustrator
- Otto von Strahl (1882–1961), Diplomat
- Karl Molitor (1883–1953), Oberbürgermeister in Hanau und Unternehmer
- Roderich Walther (1884–1966), Landrat in Gumbinnen
- Karl Rehbein (1885–1956), Politiker und Gewerkschafter
- Carl August Emge (1886–1970), Rechtsphilosoph und Rechtssoziologe
- Hermann Kehl (1886–1967), Chirurg
- Adolf Müller (1886–1964), Politiker (KPD) und Mitglied des Provinziallandtages der Provinz Hessen-Nassau
- Ludwig Bergér (1887–1972), Jurist und Politiker
- Werner Canthal (1887–1973), Industriejurist
- Hugo Birkner (1888–1957), Unternehmer und Archäologe
- Horst Julius Freiherr Treusch von Buttlar-Brandenfels (1888–1962), Offizier
- Ludwig Thormaehlen (1889–1956), Bildhauer und Kunsthistoriker
- Georg Amberger (1890–1949), Leichtathlet
- Rolf Cunz (1890–nicht ermittelt), Musikwissenschaftler und Publizist
- Reinhold Ewald (1890–1974), Maler und Lehrer
- Friedrich-Wilhelm Fleischer (1890–1952), Marineoffizier, Admiral im Zweiten Weltkrieg
- Erwin Rousselle (1890–1949), Sinologe
- Wilhelm Bergér (1891–1975), evangelische Geistlicher und Kirchenpolitiker
- Erich Kohlhauer (1891–1970), Generalmajor des Heeres der Wehrmacht im Zweiten Weltkrieg
- Klaus Thormaehlen (1892–1981), Ingenieur und Winzer
- Elisabeth Schmitz (1893–1977), Widerstandskämpferin gegen den Nationalsozialismus
- Georg Ulrich Handke (1894–1962), Politiker (SPD, KPD, SED), Minister für Innerdeutschen Handel und Außenhandel der DDR
- Hermann Schmidt (1894–1968), Physiker
- Otto Schwabe (1894–1937), Arzt, nach ihm benannt: Dr.-Schwabe-Straße in Hanau
- Heinrich Fischer (1895–1973), Politiker (SPD)
- Paul Hindemith (1895–1963), Bratschist und Komponist
- Ferdinand Hahnzog (1897–1969), Polizeibeamter und Historiker
- Karl Horst (1898–1987), Chemiker und Politiker (CDU)
- Heinrich Bachmann (1900–1946), Schriftsteller und Dramatiker
- Wilhelm Heinrich Heraeus (1900–1985), Physiker, Erfinder und Industrieller

### 1901 bis 1950
- Karl Goebels (1901–1991), Theologe und Mitglied der Bekennenden Kirche
- Eduard Hopf (1901–1973), Maler
- Nyanaponika (1901–1994), buddhistischer Mönch, Mitbegründer der Buddhist Publication Society
- Heinrich Kreß (1902–1985), Politiker (CDU)
- Karl Rost (1902–1950), hessischer Politiker (KPD)
- Joachim Ziegler (1904–1945), SS-Brigadeführer und Generalmajor der Waffen-SS
- Richard Heuser (1905–1988), Brigadegeneral der Luftwaffe der Bundeswehr
- Werner Bertheau (1906–1997), Verwaltungsjurist, Landrat
- Walter Braeuer (1906–1992), Professor für Volkswirtschaftslehre
- Georg Krämer (1906–1969), Bildhauer
- Hermann Krause (1908–1988), Politiker (CDU)
- Otto Zöllner Schorr (1909–2007), Botaniker
- Karl Ludwig Schreiber (1910–1961), Schauspieler
- Willi Rehbein (1911–1995), Politiker (SPD)
- Heinrich Sonnrein (1911–1944), Fußballtorhüter
- Winfried Oppelt (1912–1999), Ingenieur, Lehrbuchautor und Hochschullehrer
- Helmut Vester (1913–2001), Apotheker und Pharmaziehistoriker
- Thilde Dietz (1915–1996), Tennisspielerin
- Hans-Jürgen Hoyer (1915–1975), Journalist
- Charlie Hoefer, geboren als Adolph Hoefer (1921–1983), deutsch-US-amerikanischer Basketballspieler
- Wilhelm Koch (1922–1977), Politiker (SPD)
- Gerhard Schäfer (1922–2015), Hörfunkjournalist
- Werner Schwab (1922–2004), Mediziner und Hochschullehrer
- Karl Heidelbach (1923–1993), Maler
- Otto Föllinger (1924–1999), Professor und Lehrbuchautor
- Hermann Müller-Karpe (1925–2013), Prähistoriker
- Kurt Sauer (1926–2018), Maler
- Gerhard Bott (1927–2022), Kunsthistoriker und Historiker
- Rainer Wolffhardt (1927–2017), Filmregisseur und Drehbuchautor
- Walter Zwi Bacharach (1928–2014), deutsch-israelischer Historiker und Überlebender des Holocaust
- Rainer Bange (1928–2019), Kabarettist
- Hermann Jünger (1928–2005), Goldschmied, Silberschmied und Zeichner
- Peter Raacke (1928–2022), Industriedesigner und Professor
- Johann Georg Helm (1931–2000), Rechtswissenschaftler, Hochschullehrer
- Ursula Ernestus (* 1932), Bibliothekarin und Genealogin
- Wolfgang Rüfner (1933–2025), Rechtswissenschaftler
- Wolfgang Bernhardt (1935–2024), Jurist, Unternehmensberater und Hochschullehrer
- Gunther Gottlieb (* 1935), Althistoriker
- Günter Hannstein (1936–2019), Brigadegeneral
- Jürgen Heraeus (* 1936), Manager und Vorsitzender von UNICEF Deutschland
- Jürgen Wohlrabe (1936–1995), Politiker und Filmproduzent
- Winfrid Eisenberg (* 1937), Mediziner und politischer Aktivist
- Ulrich Eisenberg (* 1939), Rechtswissenschaftler, Kriminologe und Hochschullehrer
- Hans-Jürgen Diehl (* 1940), Maler
- Jürgen Grasmück (1940–2007), Autor von Horror- und Science-Fiction-Romanen
- Marita Kaus (1940–2010), Bildhauerin
- Eckhard Meise (* 1940), Altphilologe und Historiker
- Helmut Wenske (* 1940), Maler, Grafiker und Autor
- Ulrich Schapka (* 1942), Bibliothekar und Orientalist
- Albrecht Krebs (* 1943), Architekt und Autorennfahrer
- Aloys Lenz (* 1943), Politiker (CDU)
- Renate Schmidt (* 1943), Politikerin (SPD)
- Christoph Broelsch (1944–2019), Chirurg und Hochschullehrer
- Rolf Hartung (* 1947), Ruderer
- Klaus Reichert (* 1947), Fechter
- Sabine Beuter (1949–2015), Malerin

### Ab 1951
- Christine Fischer-Defoy (* 1951), Autorin, Filmemacherin und Kulturhistorikerin
- Hartmut Reußwig (* 1952), Kirchenmusiker und Komponist
- Bodo Sperling (* 1952), Maler
- Elvira Scheich (* 1953), Physikerin und Soziologin
- Karlheinz Schmid (* 1953), Journalist
- Helmut Krcmar (* 1954), Wirtschaftswissenschaftler
- Lothar Mohn (* 1954), Kirchenmusikdirektor
- Ramona Wulf (* 1954), Schlager-, Disco- und Popsängerin
- Marianne Frickel (* 1954), Hörakusitk-Meisterin und Präsidentin der Bundesinnung der Hörakustiker a. D.
- Matthias Becker (* 1955), Geodät
- Peter Jüngling (* 1955), Polizeibeamter und Regionalhistoriker
- Wolfgang Weisbrod-Weber (* 1955), Diplomat der Vereinten Nationen
- Doris Zutt (* 1955), Politikerin (NPD)
- Teresa Berger (* 1956), Liturgiewissenschaftlerin und Hochschullehrerin
- Lioba Braun (* 1957), Opernsängerin und Hochschullehrerin
- Ulrich Dausien (* 1957), Unternehmer und Gründer von Jack Wolfskin
- Klaus-Jürgen Grün (* 1957), Philosoph
- Lothar Kannenberg (* 1957), Boxer und Streetworker
- Gerd Krämer (* 1957), Politiker (CDU)
- Harald Schmid (* 1957), Leichtathlet
- Dominic Raacke (* 1958), Schauspieler und Drehbuchautor
- Michael Emmrich (* 1959), Medizinjournalist
- Peter Henning (* 1959), Journalist und Schriftsteller
- Claus Kaminsky (* 1959), Politiker (SPD)
- Sigrid Landgraf (* 1959), Feldhockeyspielerin
- Stefan Dübel (* 1960), Biologe
- Holger Th. Gräf (* 1960), Historiker
- Alexander Noll (* 1960), Politiker (FDP)
- Daniela Schadt (* 1960), Journalistin, Lebensgefährtin von Joachim Gauck
- Ursula Thielemann (* 1960), Feldhockeyspielerin
- Rudi Völler (* 1960), Fußballspieler, Teamchef der deutschen Nationalmannschaft und Sportdirektor
- Clarissa Duvigneau (* 1961), Diplomatin, Botschafterin der Bundesrepublik Deutschland in Island
- Karina Fallenstein (* 1961), Schauspielerin
- Michael Paul (* 1961), Handballspieler
- Klaus Schäfer (* 1962), Mathematiker, Betriebswirt und Hochschullehrer
- Sebastian Scheid (* 1962), Keramiker
- Clemens Birnbaum (* 1963), Musikwissenschaftler und Kulturmanager
- Andreas Engel (* 1963), Journalist, Autor und Unternehmer
- Hans Michael Franke (1963–2014), Bildhauer
- Jutta Wilke (* 1963), Autorin
- Thomas Berthold (* 1964), Fußballspieler
- Uwe Freund (* 1965), Autor, Journalist und Kommunikationstrainer
- Gerhard Himmel (* 1965), Ringer
- Roland Ketzmerick (* 1965), Physiker
- Gunther Köhler (1965–2025), Herpetologe
- Dirk Schulz (* 1965), Musiker
- Karin Emine Yeşilada (* 1965), Germanistin und Literaturkritikerin
- Andreas Zeller (* 1965), Informatiker
- Roswitha Böhm (* 1966), Romanistin und Hochschullehrerin
- Ulrich Bosch (* 1966), bildender Künstler
- Dirk Raufeisen (* 1966), Jazzpianist
- Claus Martin (* 1967), Komponist und Regisseur
- Norman Schlimmer (* 1967), Autor und Musiker
- Angela Schuster (* 1967), Ruderin
- Karsten Weber (* 1967), Philosoph
- Martin Hoppe (* 1968), Autor, Geschichtsvereinsvorsitzender
- Sven Elverfeld (* 1968), Koch
- Michael „Rautie“ Rautenberg (* 1968), Comiczeichner und Illustrator
- Krystian Skoczowski (* 1968), Kirchenmusiker
- Guido Erhard (1969–2002), Fußballspieler
- Benjamin Baumann (* 1969), Regisseur und Autor
- Ralph Krieger (* 1969), Fernsehmoderator und Musiker
- Stefan Sinner (* 1969), Jurist
- Stefan Vurchio (* 1969), Schauspieler
- Bonny G. Assan (* 1970), Bassist
- Sascha Karolin Aulepp (* 1970), Politikerin (SPD)
- Tayfur Havutçu (* 1970), türkischer Fußballspieler
- Heiko M/S/O, bürgerlich Heiko Schäfer (1970–2017), DJ, Musiker und Labelbetreiber
- Corinna Hilss (* 1970), Reporterin, Moderatorin und Redakteurin
- Kai Pfaffenbach (* 1970), Bildjournalist
- Martin Schmitz-Kuhl (* 1970), Journalist, Autor und Herausgeber
- Kerstin Thomas (* 1970), Kunsthistorikerin
- Luca Zamperoni (* 1970), Theater- und Fernsehschauspieler
- Marietta Böning (* 1971), Autorin
- Sylvia Braun (* 1972), Kriminalkommissarin, Politikerin, Bürgermeisterin von Bruchköbel
- Simone Buchholz (* 1972), Schriftstellerin
- Ralph Ewerth (* 1972), Informatiker
- Yahya Gülay (* 1972), Kampfsportler
- Susanne Müller (* 1972), Hockeyspielerin
- Andreas Wurm (* 1972), Journalist, Moderator und Sprecher
- Sinan Albayrak (* 1973), Schauspieler
- Jutta A. Dönges (* 1973), Managerin
- Daniel Gomez (* 1973), Sänger, Songwriter und multimedialer Künstler
- Oliver Gross (* 1973), Tennisspieler
- Tomy Temerson (* 1973), Zitherspieler
- Heiko Grauel (* 1974), Synchron- und Hörbuchsprecher
- Christoph Rainer (* 1974), Koch, mit zwei Sternen im Guide Michelin ausgezeichnet
- Jorinde Dröse (* 1976), Regisseurin
- Sven Schmitt (* 1976), Fußballtorwart
- Angelo Barletta (* 1977), Fußballspieler
- Andreas Glaser (* 1977), Jurist
- Thomas Keinath (* 1977), Tischtennisspieler
- Thorsten Lehr (* 1977), Pharmazeut
- Jörg Zereike (* 1978), Handballtorhüter
- Katharina Debus (* 1979), Sängerin und Musikerin
- Stephanie Herold (* 1979), Denkmalpflegerin
- Simon Krätschmer (* 1979), Fernsehmoderator und Redakteur
- Simone Reuthal (* 1979), Radio- und Fernsehmoderatorin
- Ben von Rönne (* 1979), Drehbuchautor
- Jenny Winkler (* 1979), Schauspielerin
- Kai Jakob (* 1980), Fotodesigner, Kurator und Historiker.
- Stefanos Athanasiou (* 1981), orthodoxer Theologe
- Safet Babic (* 1981), Politiker (NPD)
- Viktoria Como (* 1981), Handballspielerin und -trainerin
- Nicole Maisch (* 1981), Politikerin (Bündnis 90/Die Grünen)
- Christian Volkmann (* 1981), Schauspieler
- Heiko Fischer (* 1982), Gitarrist und Songwriter
- Aljoscha Grabowski (* 1982), Volleyball- und Beachvolleyballspieler
- Daniyel Cimen (* 1985), Fußballspieler
- Daniel la Rosa (* 1985), Rennfahrer und TV-Experte
- Marco Russ (* 1985), Fußballspieler
- Oliver Lutz (* 1986), Jazzbassist
- Mergim Mavraj (* 1986), Fußballspieler
- Nina Werner (* 1986), Comiczeichnerin
- Tim Henkel (* 1988), Handballspieler
- Patrick Kronenberger (* 1988), Sänger und Komponist
- Krešo Ljubičić (* 1988), kroatischer Fußballspieler
- Julian Reus (* 1988), Leichtathlet
- Patrick Appel (* 1989), Mitglied des Hessischen Landtags (CDU)
- Elena Gilles (* 1989), Kanusportlerin
- Arlissa (* 1992), Sängerin
- Sophie Howard (* 1993), Fußballspielerin
- Pascal Köpke (* 1995), Fußballspieler
- Leon Bell Bell (* 1996), Fußballspieler
- Gianluca Gaudino (* 1996), Fußballspieler
- Enchanting (Rapperin) (1997–2024), US-amerikanische Rapperin
- Nico Kurz (* 1997), Dartspieler
- Sonja Maria Bluhm (* 1998), Schachspielerin
- Jeff Chabot (* 1998), Fußballspieler
- David Tomić (* 1998), deutsch-serbischer Fußballspieler
- Ali Loune (* 2002), Fußballspieler
- Maximilian Schmid (* 2003), Fußballspieler
- Loreen Bender (* 2005), Fußballspielerin

## Persönlichkeiten, die in Hanau gewirkt haben
- Friedrich Karl Blum (1748–1826), Geheimer Steuerrat
- Etienne Gärtner (1794–1866), Stadtrat in Hanau, Mitglied des Vorparlaments und der kurhessischen Ständeversammlung
- Karl Wilhelm Piderit (1815–1875), Rektor des Gymnasiums und Mitglied des Direktoriums der Zeichenschule
- Hermann Gollner (1830–1906), Emailmaler, Porzellanmaler, Maler und Lehrer an der Zeichenakademie
- Otto von Buengner (1858–1905), Mediziner, Leiter vom Landkrankenhaus Hanau
- Hans Fehlhaber (1881–1974), Maler und Zeichenlehrer
- Jakob Altmaier (1889–1963), Journalist, Widerstandskämpfer und Bundestagsabgeordneter (Namensgeber der Jakob-Altmaier-Straße in Hanau)
- Heinrich Mohn (1904–2003), Ingenieur, Erfinder und Philanthrop, Direktor der Heraeus-Quarzschmelze
- Michael Stipe (* 1960), US-amerikanischer Sänger, Songwriter, Gründungsmitglied von R.E.M.
- llse Werder (1925–2023), Journalistin und Autorin